# LUMINOUS (SCANDALのアルバム)
『LUMINOUS』（ルミナス）は、SCANDALの11枚目のアルバム。2024年3月20日にビクターエンターテインメント内のプライベートレーベル『her』から発売。

## 概要
- 前作『MIRROR』から約2年振りのアルバム[4]。
- CDは、初回限定盤A（VIZL-2305）、初回限定盤B（VIZL-2306）、通常盤（VICL-65949）、完全生産限定盤（VIZL-2304）の4形態で発売され、各形態で異なるジャケット写真が採用されている[5]。
- 初回限定盤Aの特典BDには、ギネス記録に認定された2023年のSCANDALに密着したドキュメンタリームービー「DOCUMENTARY "her" Diary 2023 SPECIAL EDITION」を収録[5]。
- 初回限定盤Bには、撮り下ろし写真やメンバーの100問100答、アルバム楽曲インタビューなどが掲載された雑誌『"her" Magazine』の第4弾（全64ページ）が付属[5]。
- 完全生産限定盤はミュージックビデオを集めたBD、LUMINOUSロングスリーブTシャツ、4カットフォト（5枚セット）が同梱されたボックス仕様となっている[4]。
- テレビアニメ『HIGHSPEED Étoile』エンディングテーマに起用されている収録曲「ファンファーレ」のミュージック・ビデオを、アルバムの発売日当日となる3月20日に公式YouTubeチャンネルで公開した[6]。

## 収録曲

### CD
1. 群青pleats
作詞・作曲：MAMI　編曲：川口圭太
2. ファンファーレ
作詞：TOMOMI　作曲・編曲：MAMI
  - テレビアニメ『HIGHSPEED Étoile』エンディングテーマ[7]
3. 私たち
作詞：RINA　作曲：MAMI　編曲：江口亮
4. Plum
作詞：TOMOMI　作曲・編曲：EOW
5. CANDY
作詞・作曲：TOMOMI　編曲：シライシ紗トリ
  - 29thシングルの2曲目
6. Vision
作詞・作曲：RINA　編曲：西川響
  - 28thシングルの2曲目
7. LOOP
作詞：RINA　作曲：RINA、シライシ紗トリ　編曲：シライシ紗トリ
8. Line of sight
作詞：RINA　作曲：MAMI　編曲：川口圭太
  - 28thシングルの1曲目
  - アーケードゲーム『機動戦士ガンダム アーセナルベースLINXTAGE』主題歌
9. あなたへ
作詞：MAMI　作曲：内田直孝（Rhythmic Toy World）　編曲：岸明平（Rhythmic Toy World）
10. 1:47
作詞・作曲：HARUNA　編曲：シライシ紗トリ
11. ハイライトの中で僕らずっと
作詞・作曲：MAMI　編曲：江口亮
  - 29thシングルの1曲目

### Blu-ray

#### 初回限定盤A
| #  | タイトル                                         | 作詞 | 作曲・編曲 |
| -- | ------------------------------------------------ | ---- | ---------- |
| 1. | 「DOCUMENTARY "her" Diary 2023 SPECIAL EDITION」 |      |            |

#### 完全生産限定盤
- MUSIC VIDEO CLIPS

| #  | タイトル                       | 作詞 | 作曲・編曲 |
| -- | ------------------------------ | ---- | ---------- |
| 1. | 「Line of sight」              |      |            |
| 2. | 「ハイライトの中で僕らずっと」 |      |            |
| 3. | 「ファンファーレ」             |      |            |